# Елвир Лаковић Лака
Елвир Лаковић (Горажде, 15. март 1969), познат као Лака, босанскохерцеговачки је певач. Лака је постао познат у националним размерама 1998. када је снимио песму Мало сам се разочар’о. Познат је и по песмама Вјештица, Мор’о и Пишкила. Неколико година је провео у Њујорку пре него што се вратио у Босну и Херцеговину и снимио свој први албум Зец 2007. године, који је издат и у Хрватској. Представљао је Босну и Херцеговину на Песми Евровизије 2008. у Београду са песмом Покушај. Заузео је девето место у првој полуфиналној вечери, пласиравши се тако у финале, у којем је освојио десето место. Лака има сестру Мирелу (Лелу), певачицу и водитељку; са њом снима већину својих песама, а заједно су наступили и на Евровизији.